# 남해군 (선거구)
남해군은 대한민국의 옛 국회의원 선거구이다. 당시 경상남도 남해군 지역을 관할했다.

## 역사
제헌 국회의원 선거를 앞두고 남해군 전 지역을 관할하는 선거구로 신설되었다.
제9대 국회의원 선거를 앞두고 하동군 선거구와 통합되어 남해군·하동군 선거구를 이루게 됨에 따라 폐지되었다.

## 역대 국회의원
| 선거   | 정당 | 정당       | 의원   |
| ------ | ---- | ---------- | ------ |
| 1948년 |      | 무소속     | 박윤원 |
| 1950년 |      | 무소속     | 조주영 |
| 1954년 |      | 무소속     | 윤병호 |
| 1958년 |      | 자유당     | 김정기 |
| 1960년 |      | 무소속     | 최치환 |
| 1961년 |      | 민주당     | 김종길 |
| 1963년 |      | 민주공화당 | 최치환 |
| 1967년 |      | 민주공화당 | 최치환 |
| 1971년 |      | 민주공화당 | 신동관 |

## 역대 선거 결과

### 대한민국 제헌 국회의원 선거
|  | 36.76% |

|  | 33.26% |

|  | 22.58% |

|  | 7.39% |

### 대한민국 제2대 국회의원 선거
|  | 19.71% |

|  | 12.52% |

|  | 11.25% |

|  | 10.87% |

|  | 10.28% |

|  | 9.63% |

|  | 6.96% |

|  | 6.09% |

|  | 5.63% |

|  | 5.04% |

|  | 1.97% |

|  | 0% |

### 대한민국 제3대 국회의원 선거
|  | 38.24% |

|  | 22.48% |

|  | 19.63% |

|  | 16.49% |

|  | 3.13% |

### 대한민국 제4대 국회의원 선거
|  | 37.50% |

|  | 35.96% |

|  | 26.53% |

### 대한민국 제5대 국회의원 선거
|  | 31.43% |

|  | 19.28% |

|  | 16.65% |

|  | 16.45% |

|  | 16.17% |

### 1961년 대한민국 재보궐선거
최치환 의원의 의원직 상실로 인해 치러진 1961년 대한민국 재보궐선거에서 민주당 김종길 후보가 당선되었다.

### 대한민국 제6대 국회의원 선거
|  | 58.95% |

|  | 36.77% |

|  | 2.55% |

|  | 1.71% |

### 대한민국 제7대 국회의원 선거
|  | 70.23% |

|  | 28.05% |

|  | 1.71% |

### 대한민국 제8대 국회의원 선거
|  | 85.92% |

|  | 10.19% |

|  | 3.21% |

|  | 0.66% |